# Köln-Porz (Stadtbezirk)

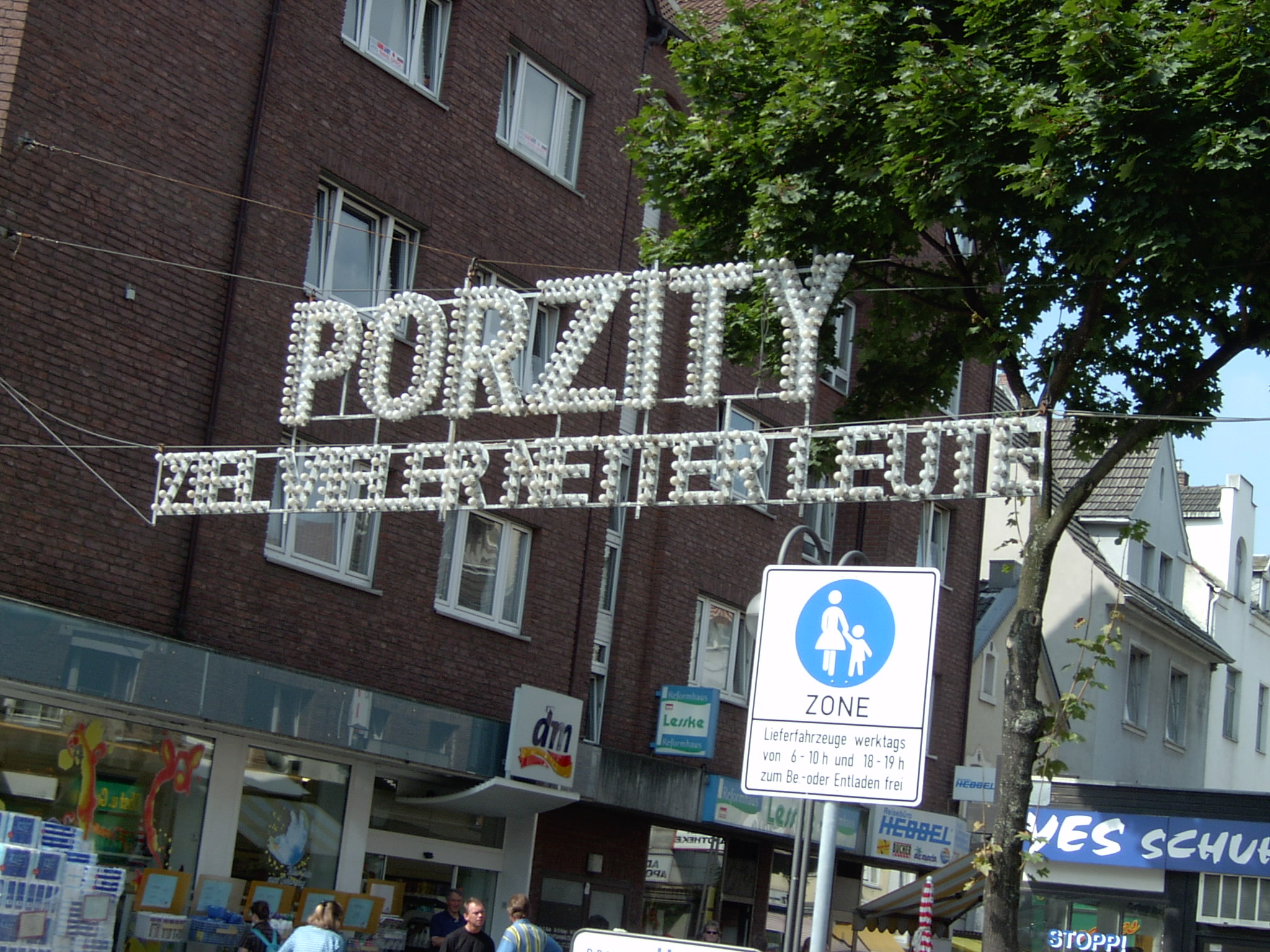
Porzer Innenstadt

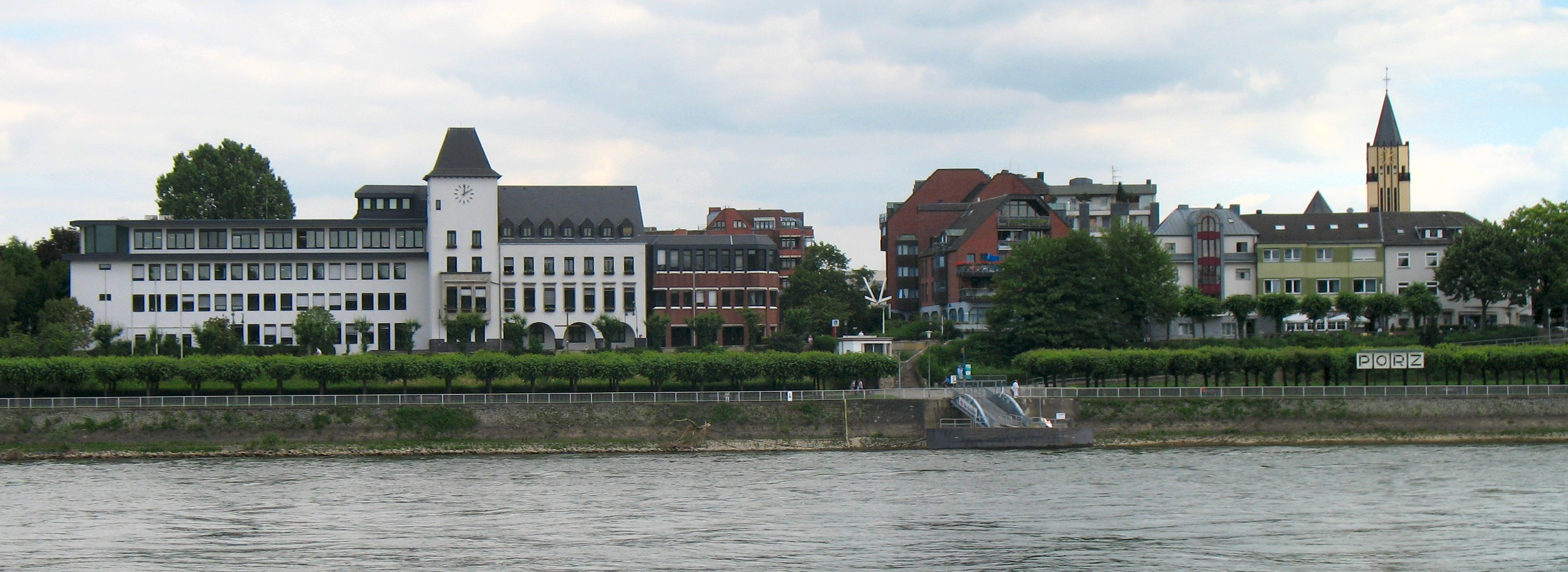
Porz

Porz ist ein rechtsrheinischer Stadtbezirk im Südosten der kreisfreien Stadt Köln. Im Bezirk lebten Ende 2021 rund 113.500 Einwohner auf einer Fläche von 78,78 km². Durch das Köln-Gesetz im Rahmen der Gebietsreform in Nordrhein-Westfalen gehört die ehemals selbständige Großstadt Porz am Rhein seit dem 1. Januar 1975 zu Köln. Der nach dem Anschluss an Köln neu geschaffene Stadtbezirk Porz ist flächenmäßig der größte der Stadt. Er umfasst den bereits vor 1975 eingemeindeten Stadtteil Poll, nicht jedoch den ehemaligen Porzer Stadtteil Heumar, der mit dem Kölner Stadtteil Rath zu Rath/Heumar zusammengefasst wurde und seitdem zum Stadtbezirk Kalk gehört. Als selbständige Stadt war Porz bis zur Eingemeindung Teil des Rheinisch-Bergischen Kreises.

## Geschichte
Porz ist ein sehr altes Siedlungsgebiet. Die Niederterrasse war bis zur Völkerwanderungszeit wohl siedlungsfrei und durch häufige Überflutungen gekennzeichnet, während das Gebiet der Mittelterrasse im Bereich der heutigen Wahner Heide zahlreiche prähistorische Siedlungsspuren aufweist.
Der Ortsname Porz ist vermutlich lateinischen Ursprungs. Wahrscheinlicher als die Bedeutung von porta („Tor“) als Zugangsort ist die Herleitung von portus („Hafen“) (vgl. Pforzheim). Auf Kölsch bedeutet Pooz gesprochen ähnlich wie Porz ebenfalls Tor. Der Rheinbogen, der ursprünglich weniger stark ausgeprägt war, eignete sich dafür, einen Naturhafen anzulegen. Auf die frühe Bedeutung des Hafens weisen die alten Porzer Straßen hin (Steinstraße, Bergerstraße, Kaiserstraße, Poststraße), deren Verlängerungen sich im heutigen Rhein schneiden würden. Vor dem 16. Jahrhundert kann hier eine kleine Burg bzw. ein befestigter Hof, ähnlich den Anlagen in Zündorf und Lülsdorf, vermutet werden. Die einzelnen Ortschaften entstanden in fränkischer Zeit, was sich sowohl namenskundlich als auch z. T. urkundlich belegen lässt; der Landesaufbau war um das Jahr 1000 abgeschlossen. Dabei orientieren sich einige der Ortsteile entlang des Rheins (Westhoven, Ensen, Porz, Zündorf und Langel), andere entlang eines bereits zur Römerzeit trockengefallenen Rheinarmes (Eil, Urbach, Elsdorf und Wahn). Weiterhin gehören traditionell Libur und Lind zu Porz. Mit dem Ausbau des militärischen Standortes auf der Wahner Heide entstand der Ortsteil Köln-Wahnheide, mit dem Ausbau des Rangierbahnhofs Gremberg der Ortsteil Gremberghoven, und nach dem Zweiten Weltkrieg wurden Grengel und schließlich Finkenberg gegründet. Zudem liegen auf Porzer Gebiet einige größere ehemals landwirtschaftlich genutzte Hofanlagen, wie Gut Leidenhausen, Schloss Röttgen und Gut Maarhausen.
Porz gehörte bereits sehr früh zur Grafschaft Berg und war aufgrund seiner günstigen Lage am Rhein Sitz eines Amtes (Amt Porz), dessen Fläche weit größer war als die der ehemaligen Stadt Porz bzw. des heutigen Stadtbezirks. Kirchlich war Porz in die Pfarreien Zündorf, Heumar und Urbach eingeteilt. Obwohl Teile des Herzogtums Berg evangelisch wurden, blieb das Porzer Gebiet katholisch. Während der Zugehörigkeit zum Großherzogtum Berg (1806 bis 1813) wurde 1808 die Verwaltung nach französischem Vorbild reformiert, die neu errichteten Mairien Heumar und Wahn waren dem Kanton Mülheim im Departement des Rheins zugeordnet. Aufgrund der auf dem Wiener Kongress (1815) getroffenen Vereinbarungen kam die Region zu Preußen, aus den Mairien wurden Bürgermeistereien, Heumar und Wahn gehörten zum Landkreis Köln im Regierungsbezirk Köln und von 1822 an zur Rheinprovinz. Das Dorf Porz war Teil der Gemeinde Heumar in der gleichnamigen Bürgermeisterei und hatte um 1830 insgesamt nur 268 Einwohner. Zur Bürgermeisterei Heumar gehörten außerdem die Orte Eil, Elsdorf, Ensen, Grengel, Heumar, Urbach und Westhoven.
1875 wurde der Amtssitz der Bürgermeisterei von Heumar nach Porz verlegt und 1910 wurde in Porz ein Rathaus für die Bürgermeisterei Heumar errichtet. Im Jahr 1927 wurden alle Bürgermeistereien in der Rheinprovinz in Ämter umbenannt. 1928 wurde die Gemeinde Heumar in Gemeinde Porz umbenannt, nach einer Verfügung des Kölner Regierungspräsidenten wurden mit Wirkung zum 1. Juli 1929 die beiden Landgemeinden Porz (bis 1928 Heumar) und die Gemeinde Wahn zu einer neuen Landgemeinde mit dem Namen Porz zusammengeschlossen. Gleichzeitig wurden die Ämter Heumar und Wahn aufgelöst und zu einem neuen Amt Porz vereinigt.
Mit der Industrialisierung gewann Porz an Bedeutung, und eine allmähliche Verstädterung setzte ein. Nach dem Zweiten Weltkrieg erfuhr Porz einen weit überdurchschnittlichen Bevölkerungszuwachs, und entsprechend erhielt Porz im Jahr 1951 die Stadtrechte. Zum heutigen Köln-Porz gehören die Stadtteile: Eil, Elsdorf, Ensen, Finkenberg, Gremberghoven, Grengel, Langel, Libur, Lind, Poll, Porz (Porz-Zentrum), Urbach, Wahn, Wahnheide, Westhoven, Zündorf.
Mit der Eingemeindung von Porz nach Köln, die am 1. Januar 1975 in Kraft trat, wurde der alte Porzer Stadtteil Heumar mit dem Kölner Stadtteil Rath zusammengelegt und in den Kölner Stadtbezirk Kalk eingegliedert. Im Gegenzug wurde das bereits seit 1888 zu Köln gehörende Poll dem neuen Stadtbezirk Porz zugeordnet. Der Stadtteil Poll ist der einzige alte Kölner Stadtteil im Stadtbezirk 7, der im Zuge der Gebietsreform in Nordrhein-Westfalen 1975 Porz zugeordnet wurde. Durch geschichtliche und geografische Gegebenheiten weist Poll einige Besonderheiten zu den anderen Porzer Stadtteilen auf, wie etwa dass die Telefonvorwahl 0221 lautet (Kölner Vorwahl) statt 02203 (für das Porzer Urgebiet); die Postleitzahl lautet im Gegensatz zu den anderen Porzer PLZ-Gebieten (5114x) 51105, und die Polizeiwache Köln-Kalk ist für Poll zuständig statt der Porzer Polizeiwache.
Seit dem 24. August 2007 ist Finkenberg der 86. Stadtteil von Köln. Das Gebiet gehörte bis dahin zu Porz-Eil.
Nach den Kommunalwahlen 2014 erregte der Stadtbezirk zumindest landesweit Aufsehen, da der Bezirksbürgermeister, Henk van Benthem (CDU). sich mutmaßlich mit den Stimmen von AfD, FDP und proKöln in sein Amt wählen ließ. Dies führte zu Protesten im Stadtbezirk, in Köln und NRW. Nach den Kommunalwahlen 2020 legte er sein Mandat in der Bezirksvertretung und den Posten des Bezirksbürgermeisters nieder, was allgemein dahingehend gewertet wurde, dass dadurch neue Bündnisse in der Bezirksvertretung ermöglicht würden. Bezirksbürgermeisterin ist seit 2020 Sabine Stiller.

## Wirtschaft
Traditionell ist Porz als Industriestandort durch die Glasindustrie geprägt, etwa die hier ansässige Firma Saint-Gobain Glass Deutschland. Hier hat auch die älteste Motorenfabrikation der Welt (Deutz) ihren Hauptsitz, und nach dem Zweiten Weltkrieg hat sich Citroën hier erneut niedergelassen. Citroën war bereits in der Weimarer Republik in Köln-Poll und ist länger in Köln als Ford. Aufgrund der Nationalsozialisten musste das Werk in Deutschland aufgegeben werden (im Unterschied zu den Ford-Werken). Zudem hat sich in Porz eine große Anzahl an Logistik- und Handelsunternehmen angesiedelt, nicht zuletzt durch den Flughafen Köln/Bonn im Stadtteil Köln-Grengel. Das Deutsche Zentrum für Luft- und Raumfahrt (DLR) ist eine der größten Forschungseinrichtungen des Bundes mit Hauptstelle in Köln-Lind. Im Schloss Wahn befindet sich die Theaterwissenschaftliche Sammlung der Universität Köln. Porz ist unter anderem Sitz des TÜV Rheinland und des Europäischen Astronautenzentrums (EAC), die in der Nähe des zivilen und militärischen Teils des Flughafens Köln/Bonn liegen. Darüber hinaus verfügt Porz über mehrere großflächige Gewerbegebiete. Nach dem Abriss des seit 2009 leerstehenden Hertie-Kaufhauses im Jahr 2018 in Porz-Mitte soll mit dem Projekt „Neue Porzer Mitte“ die Innenstadt neu belebt und aufgewertet werden.

## Politik
| Sitzverteilung in der Bezirksvertretung Köln-Porz 2020Insgesamt 19 Sitze - Linke: 1 - PARTEI: 1 - SPD: 5 - Grüne: 4 - CDU: 6 - FDP: 1 - AfD: 1 Bezirksvertretungswahl 2020in Prozent %403020100 30,828,020,37,05,04,43,01,8 CDUSPDGrüneAfDFDPLinkePARTEISonst.Gewinne und Verlusteim Vergleich zu 2014 %p 10 8 6 4 2 0 −2 −4 −6−3,4+8,3+1,2+1,1−0,9+3,0−5,7CDUSPDGrüneAfDFDPLinkePARTEISonst. |

## Naherholung

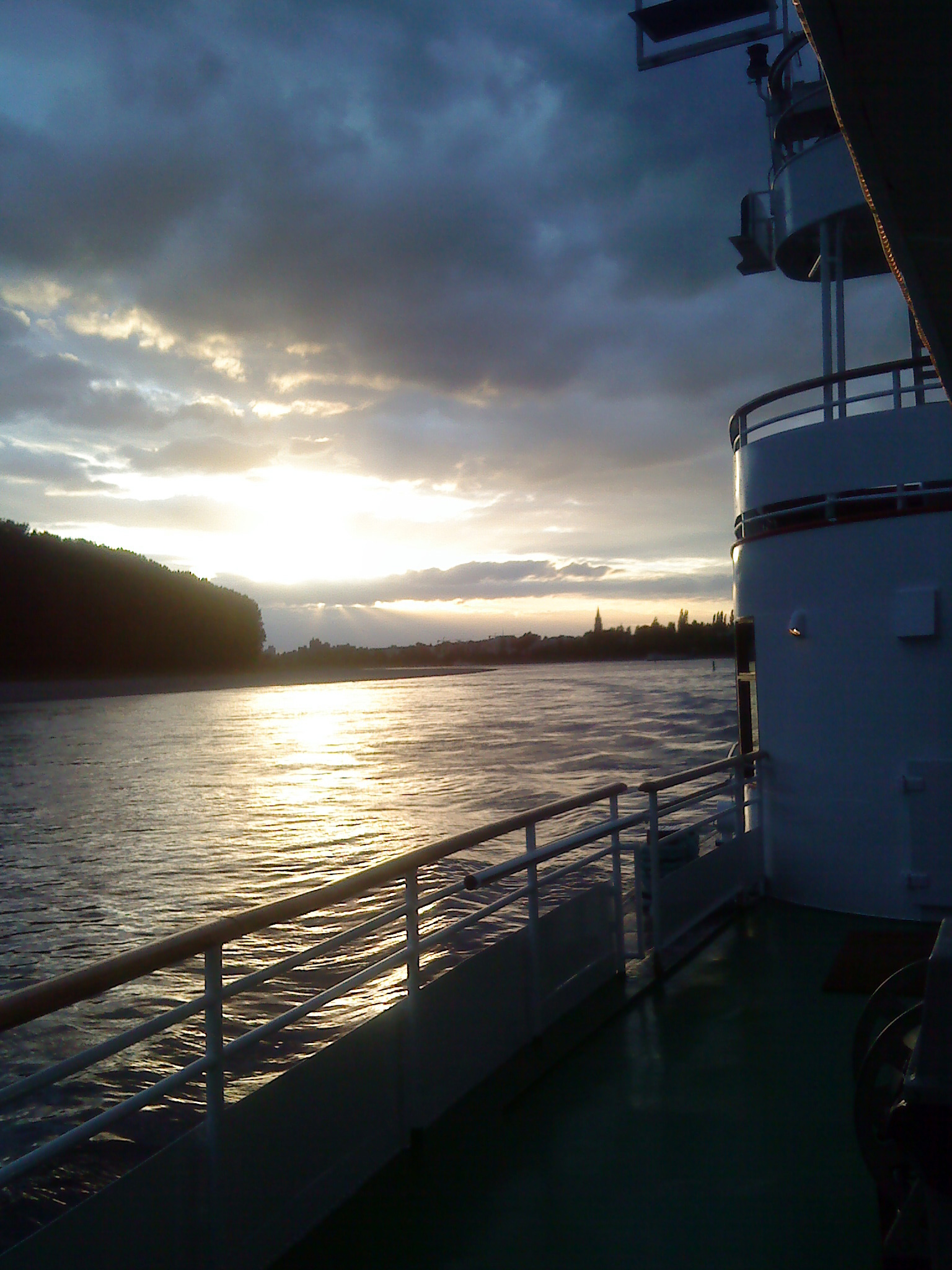
Der Rhein südlich von Köln-Porz, aufgenommen an Bord der Goethe auf planmäßiger Fahrt im Mai 2011

Ungefähr ein Viertel des Stadtgebietes von Porz besteht aus dem Naturschutzgebiet Wahner Heide. Als zweite große Waldfläche zählt Leidenhausen, das als vielfältiger Freizeitwald konzipiert ist. Hier ist insbesondere das Umweltbildungszentrum mit zahlreichen Angeboten für Kinder und Erwachsene zu finden. Neben Führungen durch den Wald können Kräuterkurse und handwerkliche Angebote genutzt werden. Im Leidenhausener Wald befinden sich zudem Gehege für Wildschweine, Rotwild und eine Greifvogelschutzstation. Darüber hinaus gibt es zahlreiche Feld- und Flurflächen, die in diesem Umfang einmalig in Köln sind: einen Stadtpark in Grengel, den Bieselwald zwischen Grengel und Wahnheide, den Scheuermühlenteich in Lind. Ein Neuwald ist in den letzten Jahrzehnten im Süden von Urbach im Norden von Wahn entstanden, dort grenzt er an Golfplatzanlage und Hallenbad. Ein weiteres Frei- und Hallenbad ist in Zündorf zu finden.
Zudem ist das gesamte Rheinufer als Naherholungsgebiet ausgebaut. Zu nennen sind besonders die von 1906 bis 1912 erbaute Porzer Rheinpromenade im Stadtteilzentrum und die „Groov“ im Süden, ausgebaut von 1972 bis 1975. Dort hat sich ein vielfältiges Gastronomie- und Freizeitangebot entwickelt.

## Soziales
Im Stadtteil Porz gibt es verschiedene Integrationsanlaufstellen. Die Erwerbslosigkeit befindet sich unter dem Kölner Schnitt. In Porz gibt es ein starkes Engagement der Bevölkerung. Ein Verein der Handwerksmeister mit über 100 Mitgliedsbetrieben ist ebenfalls sozial engagiert. In Porz gibt es ein Hospiz, das nach einem Brand durch Unterstützung der Bevölkerung binnen eines Jahres wieder errichtet wurde. Im Stadtbezirk existiert ein reges und lebhaftes Vereinsleben, und das karnevalistische Leben ist stark ausgeprägt. Die Musikschule in Porz betreibt in allen Grundschulen Musikerziehung.
Der Stadtbezirk Porz verfügt über jeweils drei Gymnasien, Realschulen und Hauptschulen, zudem gibt es ein Berufskolleg, eine Gesamtschule und eine Förderschule sowie zahlreiche Grundschulen und Kindergärten.
In Finkenberg lebt ein überproportionaler Anteil der Bevölkerung von Transferleistungen. Das Problem des Stadtteils beruht hauptsächlich darauf, dass Teile der Hochhaussiedlungen über Jahrzehnte Spekulationsobjekte sind und die soziale Belegung sich daher der öffentlichen Kontrolle entzieht. In Finkenberg gibt es viele staatlich geförderte Maßnahmen.
In der katholischen Tradition sind insbesondere Bürger im Geiste Kolpings aktiv. Es gibt eine ausgeprägte SKM- und SKF-Struktur. Über europäische und andere Mittel werden zudem wenig verankerte Projekte finanziert.
Die aufsuchende Beratung zur Wohnraumsicherung im Kölner Stadtteil Porz-Finkenberg ist ein Angebot der Diakonie Michaelshoven für Familien oder Einzelpersonen im Stadtteil, deren Mietverhältnis gefährdet ist oder die Unterstützung bei der Lösung schwieriger Lebenssituationen suchen.
Gemeinsam mit der Arge Köln, dem Amt für Stadtentwicklung und der Jugendwerkstatt Porz hat die Diakonie Michaelshoven ein Stadtteil-Projekt zur Qualifizierung und Arbeitsmarktintegration von Frauen in Porz entwickelt.

## Medien
Die lokale Presse wird von drei Verlagen bestritten. Dominant ist das Verlagshaus DuMont mit den Lokalausgaben der Tageszeitungen Kölner Stadt-Anzeiger und Kölnische Rundschau. Ebenfalls verbunden mit diesem Hause die beiden Porzer Gratisblätter Porz Aktuell und das Porzer Wochenende. Alternativ bieten sich in Porz die von diesem Verlag unabhängige Monatszeitschrift Porzer Illustrierte des lokalen MedienService-Geis-Verlages und das wöchentliche Anzeigenblatt Porz am Montag des überregionalen Anzeigenblattverlages Rautenberg Media & Print Verlag KG an.
Darüber hinaus gibt es online verschiedene redaktionelle Blogs für den Stadtbezirk. Regelmäßig aus Porz berichten porz-online.de und porzerleben.de.

## Geschichtsforschung
1960 wurde das Porzer Stadtarchiv gegründet, das seit 1975 im Historischen Archiv der Stadt Köln fortgeführt wird. Es war Herausgeber der Schriftenreihe Unser Porz, inzwischen fortgeführt als Jahrbuch Rechtsrheinisches Köln vom heutigen Geschichts- und Heimatverein Rechtsrheinisches Köln. 

## Sport
Die SG Porz ist einer der erfolgreichsten Schachvereine in Deutschland und wurde mehrfach Deutscher Mannschaftsmeister.
Die 1. Mannschaft des Fußballvereins SpVg Porz ist in den 2010er Jahren mehrfach zwischen Kreisliga A, Bezirks- und Landesliga auf- und abgestiegen. In der Saison 2022/23 stieg das Team in die Mittelrheinliga, die höchste Amateurliga auf. In der Jugendabteilung des Vereins sind (Stand 2023) rund 300 Kinder aktiv. Aus der Mannschaft der Sportvereinigung gingen bekannte Spieler wie Wolfgang Weber, Herbert Neumann, Bernhard Cullmann, Carsten Cullmann, Benjamin Henrichs sowie Natalie Moik hervor.
Die Tauchsportgemeinschaft Porz ist mit rund 200 Mitgliedern einer der größten Tauchsportvereine in Köln. Zudem gibt es in Porz zahlreiche Turnvereine und den DLRG Porz e.V und den DLRG Wahn e. V.

## Architektur

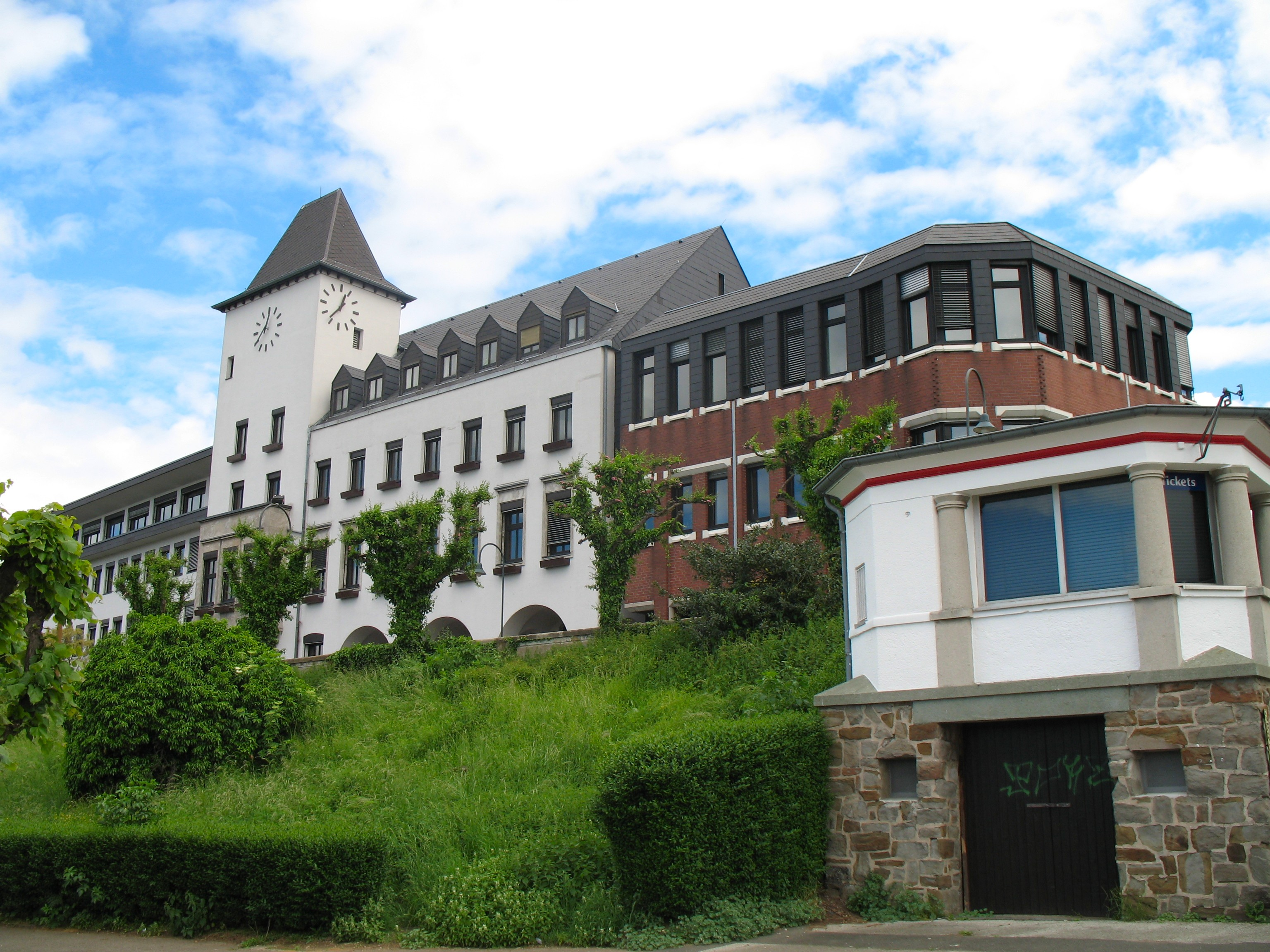
Porzer Rathaus

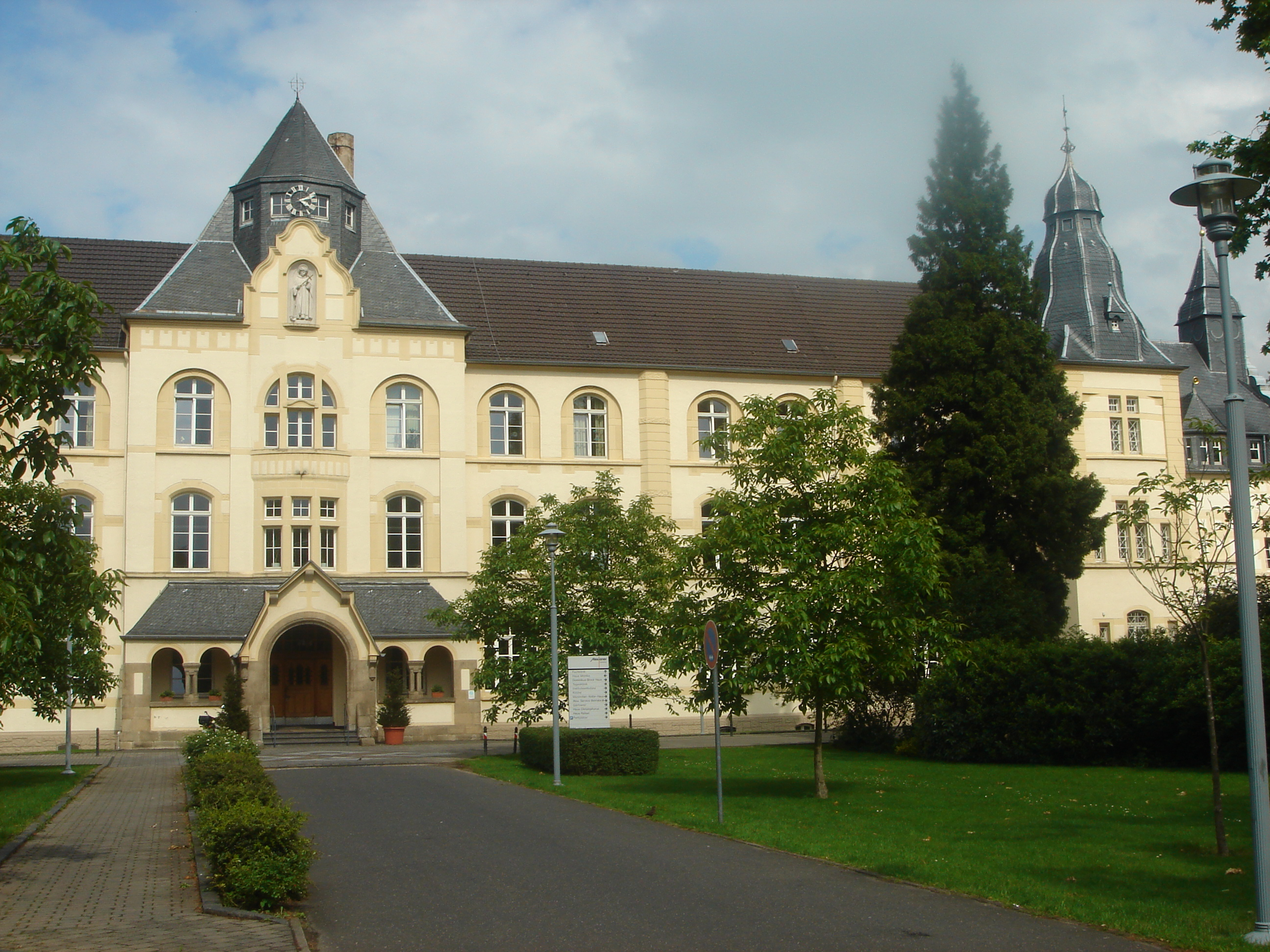
Alexianer-Krankenhaus

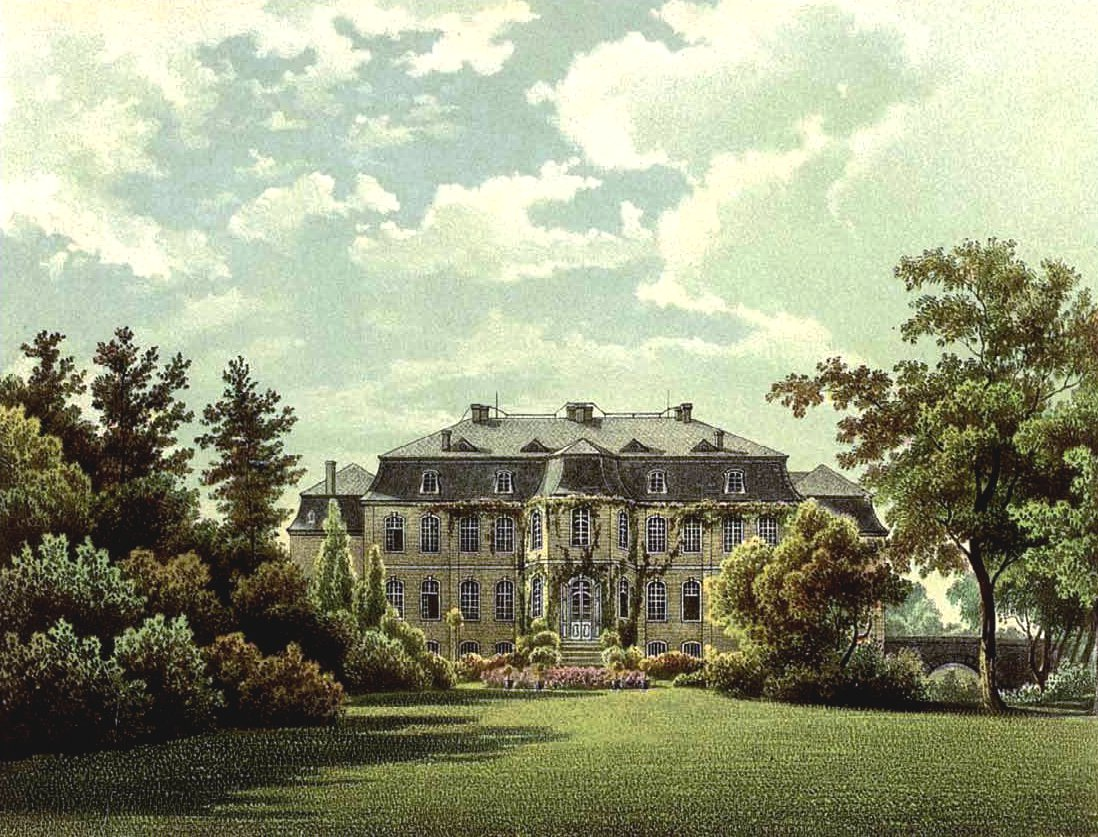
Schloss Wahn

- ABC-Tower im Airport-Businesspark (65 Meter) in Gremberghoven
- Alexianer-Krankenhaus in Ensen
- Fernmeldeturm Pollonius (115 Meter) in Poll
- Flughafen Köln/Bonn samt Bahnhof Köln/Bonn Flughafen
- Hochhaussiedlung in Finkenberg („Demo-Gebiet“)
- Porzer Rathaus samt Bildungszentrum in Porz-Zentrum
- Schloss Wahn in Wahn
- Verwaltungsgebäude des TÜV Rheinland (112 Meter)
- St.-Fronleichnam-Kirche, Architekt Gottfried Böhm.

## Persönlichkeiten
- Äi-Tiem, Hip-Hop-Band
- Johann Barz, Mitglied des Gemeinderates, Heimatdichter, Hauptlehrer in Urbach
- Stella Baum, Kunstsammlerin
- Otto Blume, Sozialwissenschaftler, Hochschullehrer
- Jürgen Bodeux, Agent Provocateur der politischen Polizei
- Paul Brätter, kommunistischer Reichstagsabgeordneter aus Wahnheide, von den Nazis ermordet
- Michael Brand, Neurobiologe
- Florian Braun, Abgeordneter im Landtag Nordrhein-Westfalens
- Guido Cantz, Komiker und Moderator
- Bernhard Cullmann, Fußballspieler des 1. FC Köln
- Carsten Cullmann, Fußballspieler des 1. FC Köln
- Karl Daniel, Erfinder und Unternehmer
- Die Firma, Hip-Hop-Band
- Kuno von Eltz-Rübenach, Reichstagsabgeordneter der NSDAP und SS-Brigadeführer
- Peter Paul Freiherr von Eltz-Rübenach, war im nationalsozialistischen Deutschen Reich Reichsverkehrs- und Postminister, kritisierte die Übergriffe der Nazis auf die Katholiken und wurde 1937 demissioniert.
- Georg Faust, Cellist
- Eko Fresh, Hip-Hop-Musiker
- Rita Hagl-Kehl, Politikerin (SPD)
- Jens Hegeler, Fußballspieler
- Wilfried Hilgert, Unternehmer und Mäzen
- Markus Hofmann, Generalvikar des Erzbistums Köln
- Jürgen Hollstein, CDU-Politiker
- Frank Holzke, Schachgroßmeister
- Robert Hübner, Schachgroßmeister
- Bruce Kapusta, Trompeter und Entertainer
- Knochenfabrik, Punkband
- Daniel Kothenschulte, Filmkritiker und Filmwissenschaftler, geboren 1967 in Porz
- Uwe Eric Laufenberg, Regisseur und ehemaliger Intendant der Kölner Oper
- Christopher Lutz, Schachgroßmeister
- Manfred Lütz, Arzt, Theologe, Schriftsteller
- Max Meirowsky, Unternehmer, Stifter und Kunstsammler
- Birgit Meyer, Intendantin
- Natalie Moik, Fußballspielerin
- Alfred Moritz, letzter Bürgermeister der Stadt Porz und erster Bezirksbürgermeister des Stadtbezirks Köln-Porz
- Josef Müller, CDU-Politiker und ehemaliger Bürgermeister der Stadt Köln
- Die Musterknaben, fiktive Porzer Polizisten
- Herbert Neumann, Fußballspieler des 1. FC Köln
- Holger Nikelis, Rollstuhl-Tischtennisspieler
- Jochen Ott, Politiker (SPD) und von 2001 bis 2019 Vorsitzender der Kölner SPD
- Ludwig Paffendorf, Architekt
- Esra und Patrick Phul, Regisseure
- Bodo Schmidt, Schachspieler
- Lisa Schmitz, Fußballspielerin
- Uwe Schneidewind, Wirtschaftswissenschaftler
- Peter Sitt, Schwimmsportler
- Linda Teodosiu, Sängerin
- Peter Terrid, Science-Fiction-Autor
- Andreas Vogel, Presseforscher
- Wolfgang Weber, Fußballspieler des 1. FC Köln
- Ulrich Woelk, Schriftsteller
- Wonderwall (Band)
- Haydar Zorlu, Schauspieler

## Trivia
Bekanntheit erlangte Porz auch durch den Comedian Guido Cantz, der bei seinen Auftritten ein T-Shirt mit dem Aufdruck Porz trug und den Stadtteil in seinem Programm thematisierte.
In der ARD-Serie Hype, die in Köln-Porz gedreht wurde, nimmt Porz eine zentrale Rolle in der Handlung ein und thematisiert das Leben in diesem Stadtbezirk auf vielschichtige Weise.
Die Köln-Porzer Musikgruppe Schmitz & Niebuhr veröffentlichte anlässlich des 50. Jahrestages der Eingemeindung der ehemals eigenständigen Stadt Porz ein Konzeptalbum mit dem Titel Porz 1975, das sich im Stil des Progressive Rock mit der Kommunalen Gebietsreform in NRW auseinandersetzt.

## Film
- Der Stadtbezirk Porz, 2009, Ein Film von Jürgen Schumann DVD (60 Min.)